# 横川景三
横川景三（おうせん けいさん、永享元年〈1429年〉- 明応2年11月17日〈1493年12月25日〉）は、室町時代中期から後期にかけての禅僧（臨済宗）。後期五山文学の代表的人物。室町幕府8代将軍足利義政の側近、外交・文芸顧問。横川は道号で、法諱が景三。他に金華、小補、補庵、万年村僧などとも号する。

## 薙染と近江落居
永享元年（1429年）播磨で生まれる。4歳の時、京の相国寺常徳院の英叟に僧童として仕える。嘉吉元年（1441年）3月、英叟の師・曇仲道芳の三十三回忌にあたり、13歳にして東山養源院において頂相を拝して師資の礼を結び、薙染（剃髪染衣）した。13歳、3月、三十三回忌など「三」という数にまつわる因縁が深いため「景三」の法諱を与えられた。龍淵本珠・瑞渓周鳳・春渓洪曹らに教えを受け、学問に励む。
応仁の乱の勃発に際し、友人桃源瑞仙とともに戦火を避けて近江に移り、同国の豪族小倉実澄の帰依を受け、永源寺内に識廬庵を結んで居住した。文明4年（1472年）には京へ戻る。管領細川勝元が相国寺内に創建した小補軒を与えられ、そこへ住む。文明10年（1478年）2月等持寺の住持となり、同3月曇仲の法を嗣いだ。文明12年（1478年）には相国寺の住持（この後も2度務める）。同18年には相国寺開山の夢窓疎石をまつる崇寿院（開山塔）の塔主に遷任。

## 義政サロンの一員として
長享元年（1487年）11月には南禅寺住持となり、前将軍足利義政より金襴の僧伽梨を受けるが、南禅寺には入らなかった。しかし義政との交流は深く、この頃建設中の東山山荘（慈照寺）に頻繁に招かれて参考意見を求められている。
同寺の有名な「東求堂」「同仁斎」の名は、横川が挙げた候補の中から義政自らが撰したという（それぞれ六祖大師法宝壇経「東方人、仏を念じて西方に生まれんことを求む」、韓愈「聖人、一視同仁」より）。横川はこの他に観音殿の下層心空堂の扁額なども揮毫している。また同じく義政に伺候していた絵師・狩野正信（狩野派の祖）の初期の作品「観瀑図」に賛辞を添えている。
上記のごとく、横川は東山文化を支えた足利義政のサロンの重要な構成員であった。

## 晩年
延徳2年（1490年）5月相国寺鹿苑院の院主に擬せられるも、固辞。明応元年（1492年）12月重ねて要請されたため、鹿苑院院主兼僧録司に就任したが、半年で辞した。晩年は近江と京を往復しつつ、多くの弟子を育て、明応2年（1493年）11月、小補軒で入寂。享年65。
著に『補庵集』『補庵絶句』『補庵京華集』『小補東遊集』『百人一首』など、日記として『小補軒日録』がある。門弟も数多く、同年代の万里集九とともに、義堂周信・瑞渓周鳳から連なる五山文学における中・後期の巨星であった。
後年、江戸時代前期に記された『菟芸泥赴』などの史料によると、京都の晩夏を彩る五山送り火の大文字山（如意ヶ嶽）の「大」の字は、横川の筆跡によるものだという（「大」の字の筆者については多くの説が存在する）。